# Sceloporus horridus
Espèce
Synonymes
- Sceloporus oligoporus Cope, 1864

Statut de conservation UICN

 LC  : Préoccupation mineure
Sceloporus horridus est une espèce de sauriens de la famille des Phrynosomatidae.

## Répartition
Cette espèce est endémique du Mexique. Elle se rencontre au Sinaloa, au Durango, en Aguascalientes, au Jalisco, au Colima, au Michoacán, au Guerrero, au Morelos, au Puebla et en Oaxaca.

## Liste des sous-espèces
Selon The Reptile Database (11 août 2013) :
- Sceloporus horridus horridus Wiegmann, 1834
- Sceloporus horridus oligoporus Cope, 1864

## Taxinomie
La  sous-espèce Sceloporus horridus albiventris a été élevée au rang d'espèce.

## Publications originales
- Cope, 1864 : Contributions to the herpetology of tropical America. Proceedings of the Academy of Natural Sciences of Philadelphia, vol. 16, p. 166-181 (texte intégral).
- Wiegmann, 1834 : Herpetologia mexicana, seu Descriptio amphibiorum Novae Hispaniae quae itineribus comitis De Sack, Ferdinandi Deppe et Chr. Guil. Schiede in Museum zoologicum Berolinense pervenerunt. Pars prima saurorum species amplectens, adjecto systematis saurorum prodromo, additisque multis in hunc amphibiorum ordinem observationibus. Lüderitz, Berlin, p. 1-54 (texte intégral).